# Hans Müri
Hans Müri (* 16. August 1861 in Schinznach-Dorf; † 16. November 1944 in Thun; heimatberechtigt in Schinznach-Dorf) war ein Schweizer Politiker (FDP), Richter und Journalist. Von 1896 bis 1912 war er Nationalrat, von 1895 bis 1912 Regierungsrat des Kantons Aargau. Danach war er bis 1933 Bundesrichter.

## Biografie
Müri, der Sohn eines Landwirts, absolvierte die Bezirksschule in Schinznach und das Lehrerseminar in Wettingen. Nachdem er von 1880 bis 1883 als Lehrer in seiner Heimatgemeinde gewirkt hatte, schlug er eine akademische Laufbahn ein und studierte Recht an den Universitäten Zürich und Bern. 1886 promovierte er in Bern summa cum laude. Danach war er ein Jahr lang im Handels- und Landwirtschaftsdepartement angestellt und kam dann zum Zofinger Tagblatt, wo er bis 1891 als Redaktor tätig war. Von 1891 bis 1895 war er Präsident des Bezirksgerichts Zofingen.
Noch während seiner Studienzeit wurde Müri 1895 in den Grossen Rat gewählt. Nach zehnjähriger Zugehörigkeit wählte ihn dieser in die Kantonsregierung. Als Regierungsrat stand er zunächst dem Bau- und Landwirtschaftsdepartement vor, danach von 1901 bis 1909 dem Erziehungsdepartement und schliesslich bis 1912 dem Finanzdepartement. Aufgrund des Einflusses, den er insbesondere bei der Projektierung von Wasserkraftwerken ausübte, wird seine Regierungszeit bisweilen auch als «Ära Müri» bezeichnet.
Bei den Parlamentswahlen 1896 gelang ihm der Einzug in den Nationalrat. Müri beteiligte sich insbesondere an Gesetzesberatungen in den Bereichen Eisenbahnen, Zivilgesetzbuch, Obligationenrecht, Militärorganisation sowie Kranken- und Unfallversicherung. Er befürwortete das Absinthverbot, sprach sich aber gegen den Proporz bei Nationalratswahlen aus. Darüber hinaus gilt er als Vorreiter der schweizerischen Wasserrechtsgesetzgebung. Die Bundesversammlung wählte Müri 1912 zum Bundesrichter. Er gehörte im Bundesgericht der staatsrechtlichen Abteilung an, mit Ausnahme der Jahre 1927/28, als er die I. Zivilabteilung leitete. 1931 und 1932 war er Bundesgerichtspräsident.